# Скачков Семен Андрійович
Семен Андрійович Скачков (29 січня 1907, місто Харків — 24 лютого 1996, місто Москва) — радянський діяч, голова Державного комітету РМ СРСР із зовнішніх економічних зв'язків. Герой Соціалістичної Праці (28.01.1977). Депутат Верховної Ради СРСР 3—10-го скликань (у 1950—1984 роках). Кандидат у члени ЦК КПРС у 1961—1971 роках. Член ЦК КПРС у 1971—1986 роках.

## Життєпис
Народився 29 січня 1907 року в родині робітника в місті Харкові.
З 1921 працював кур'єром, підручним слюсаря. З 1922 року — слюсар паровозоремонтного заводу, учень технікуму.
У 1924—1930 роках — студент Харківського механіко-машинобудівного інституту.
У 1930—1941 роках — змінний інженер, помічник начальника цеху, заступник начальника цеху, начальник ковальсько-штампувального цеху, заступник начальника відділу, головний металург Харківського заводу № 183 (паровозобудівного заводу).
Член ВКП(б) з 1936 року.
З березня 1941 року — парторг ЦК ВКП(б) Харківського заводу № 183 імені Комінтерну. Під час німецько-радянської війни разом із заводом був евакуйований до міста Нижній Тагіл Свердловської області РРФСР. У 1941—1945 роках — парторг ЦК ВКП(б) Уральського вагонобудівного заводу імені Комінтерну в Нижньому Тагілі.
У 1945—1946 роках — директор Ленінградського дизельного заводу № 800.
У 1946—1949 роках — директор Уральського вагонобудівного заводу в Нижньому Тагілі.
У 1949—1954 роках — директор Челябінського тракторного заводу.
У 1954—1957 роках — 1-й заступник міністра транспортного машинобудування СРСР.
31 травня 1957 — лютий 1958 року — голова Ради народного господарства Харківського економічного адміністративного району.
20 лютого 1958 — 5 липня 1978 року — голова Державного комітету Ради Міністрів СРСР із зовнішніх економічних зв'язків. 5 липня 1978 — 27 травня 1983 року — голова Державного комітету СРСР із зовнішніх економічних зв'язків — міністр СРСР.
З травня 1983 року — персональний пенсіонер союзного значення у Москві.
Помер 24 лютого 1996 року. Похований на Троєкурівському цвинтарі.

## Нагороди
- Герой Соціалістичної Праці (28.01.1977)
- чотири ордени Леніна (5.06.1942, 17.12.1966, 18.10.1971, 28.01.1977)
- чотири ордени Трудового Червоного Прапора (16.09.1941, 4.01.1954, 7.02.1957, 21.12.1957)
- орден Вітчизняної війни ІІ-го ст. (16.09.1945)
- два ордени Червоної Зірки (20.01.1943, 5.08.1944)
- медалі
- Почесний громадянин Старої Загори (1968)[1]